# Marcin Bolesta Koziebrodzki
Marcin Bolesta Koziebrodzki herbu Jastrzębiec (zm. w 1787 roku) – radca galicyjskiego trybunału apelacyjnego, członek Stanów Galicyjskich, podsędek lwowski w 1775 roku, podsędek halicki w latach 1765–1768, sędzia grodzki halicki w latach 1759–1765, łowczy trembowelski w latach 1751–1765, skarbnik kijowski w 1749 roku, porucznik chorągwi pancernej w 1765 roku, starosta chreptyjowski w 1772 roku, starosta olchowiecki w 1765 roku, marszałek sejmiku przedkonwokacyjnego ziemi halickiej w 1764 roku, hrabia.
Był posłem ziemi halickiej na sejm koronacyjny 1764 roku.
W 1781 roku otrzymał od cesarza Józefa II Habsburga tytuł hrabiowski dziedziczny.